# Selma Andersson
Selma Augusta Maria Andersson (Estocolm, 21 d'octubre de 1894 – Nyköping, Södermanland, 6 d'abril de 1993) va ser una saltadora sueca que va competir als Jocs Olímpics d'Estiu de 1912 i 1920. Els seus germans Adolf, Erik i Robert Andersson també foren esportistes olímpics.
El 1912 disputà la prova de palanca de 10 metres del programa de salts, on va finalitzar en setena posició. El 1920, als Jocs d'Anvers quedà eliminada en sèries en la mateixa prova.